# Ivan Farmakovsky
Ivan Farmakovsky (Moskou, 1 februari 1973) is een Russische jazzpianist, -componist en -arrangeur.

## Biografie
Ivan Farmakovsky, zoon van een actrice en pianist, volgde vanaf zijn vijfde muziekles aan “Moskvorechie” , toen het enige instituut in de Sovjet-Unie waar jazz onderdeel was van het onderwijsprogramma, naast klassieke muziek. In 1988 werd hij student aan de jazzafdeling van Gnessin Staatsacademie voor Muziek. Een van zijn mentors was Igor Brill, een van Ruslands  meest gerespecteerde jazzpianisten. Tijdens zijn studietijd deed hij mee aan verschillende internationale competities en won hij een prijs in zo'n wedstrijd in België, in 1997.
Farmakovsky speelde met Benny Golson en Valery Ponomarev, en werd toen opgemerkt door saxofonist Igor Butman. De pianist werd vervolgens lid van Butman's kwartet en bigband. Sinds die tijd heeft hij gespeeld met onder meer Curtis Fuller, Randy Brecker, Bill Evans, Wynton Marsalis, Seamus Blake en vele anderen.

## Albums
In 2008 kwam Farmakovsky met zijn debuutalbum Next To The Shadow, opgenomen in New York met musici als Ryan Kisor (trompet), Igor Butman (saxofoon), Ugonna Okegwo (contrabas) en Gene Jackson (drums). Op de plaat speelt hij eigen werk. De plaat kwam in Rusland uit op Boheme Music (april 2009) en in Amerika op Jazzheads (digitaal, januari 2010). In 2010 verscheen zijn tweede plaat The Way Home (Butman Music).